# So Sudden (musikalbum)
So Sudden är det amerikanska indiepopbandet The Hush Sounds debutalbum som släpptes i början av 2005 utan skivbolag och återsläpptes senare samma år på Decaydance Records.

## Låtlista
1. "City Traffic Puzzle"
2. "Weeping Willow"
3. "Crawling Towards the Sun"
4. "The Artist"
5. "Unsafe Safe"
6. "Momentum"
7. "Hourglass"
8. "Echo"
9. "My Apologies"
10. "The Market"
11. "Tides Change"
12. "Carry Me Home"
13. "Eileen"